# Arrondissement de Mantes-la-Jolie
L'arrondissement de Mantes-la-Jolie est une division administrative française, située dans le département des Yvelines et la région Île-de-France.

## Composition

### Composition en 1966
.

### Composition avant 2015
- Canton d'Aubergenville
- Canton de Bonnières-sur-Seine
- Canton de Guerville
- Canton de Houdan
- Canton de Limay
- Canton de Mantes-la-Jolie
- Canton de Mantes-la-Ville
- Canton de Meulan-en-Yvelines

### Découpage communal depuis 2015
Depuis 2015, le nombre de communes des arrondissements varie chaque année soit du fait du redécoupage cantonal de 2014 qui a conduit à l'ajustement de périmètres de certains arrondissements, soit à la suite de la création de communes nouvelles. Le nombre de communes de l'arrondissement de Mantes-la-Jolie est ainsi de 117 en 2015, 117 en 2016, 110 en 2017 et 109 en 2019.
Au 1er janvier 2024, l'arrondissement groupe les 109 communes suivantes :
1. Adainville
2. Arnouville-lès-Mantes
3. Aubergenville
4. Auffreville-Brasseuil
5. Aulnay-sur-Mauldre
6. Bazainville
7. Bennecourt
8. Blaru
9. Boinville-en-Mantois
10. Boinvilliers
11. Boissets
12. Boissy-Mauvoisin
13. Bonnières-sur-Seine
14. Bouafle
15. Bourdonné
16. Breuil-Bois-Robert
17. Bréval
18. Brueil-en-Vexin
19. Buchelay
20. Chapet
21. Chaufour-lès-Bonnières
22. Civry-la-Forêt
23. Condé-sur-Vesgre
24. Courgent
25. Cravent
26. Dammartin-en-Serve
27. Dannemarie
28. Drocourt
29. Ecquevilly
30. Épône
31. Évecquemont
32. La Falaise
33. Favrieux
34. Flacourt
35. Flins-Neuve-Église
36. Flins-sur-Seine
37. Follainville-Dennemont
38. Fontenay-Mauvoisin
39. Fontenay-Saint-Père
40. Freneuse
41. Gaillon-sur-Montcient
42. Gargenville
43. Gommecourt
44. Goussonville
45. Grandchamp
46. Gressey
47. Guernes
48. Guerville
49. Guitrancourt
50. Hardricourt
51. Hargeville
52. La Hauteville
53. Houdan
54. Issou
55. Jambville
56. Jouy-Mauvoisin
57. Jumeauville
58. Juziers
59. Lainville-en-Vexin
60. Limay
61. Limetz-Villez
62. Lommoye
63. Longnes
64. Magnanville
65. Mantes-la-Jolie
66. Mantes-la-Ville
67. Maulette
68. Ménerville
69. Méricourt
70. Meulan-en-Yvelines
71. Mézières-sur-Seine
72. Mézy-sur-Seine
73. Moisson
74. Mondreville
75. Montalet-le-Bois
76. Montchauvet
77. Mousseaux-sur-Seine
78. Mulcent
79. Les Mureaux
80. Neauphlette
81. Nézel
82. Notre-Dame-de-la-Mer
83. Oinville-sur-Montcient
84. Orgerus
85. Orvilliers
86. Osmoy
87. Perdreauville
88. Porcheville
89. Prunay-le-Temple
90. Richebourg
91. Rolleboise
92. Rosay
93. Rosny-sur-Seine
94. Sailly
95. Saint-Illiers-la-Ville
96. Saint-Illiers-le-Bois
97. Saint-Martin-des-Champs
98. Saint-Martin-la-Garenne
99. Septeuil
100. Soindres
101. Tacoignières
102. Le Tartre-Gaudran
103. Le Tertre-Saint-Denis
104. Tessancourt-sur-Aubette
105. Tilly
106. Vaux-sur-Seine
107. Vert
108. La Villeneuve-en-Chevrie
109. Villette

## Démographie
En 2022, l'arrondissement comptait 282 318 habitants.
| 1968    | 1975    | 1982    | 1990    | 1999    | 2006    | 2011    | 2016    | 2021    |
| ------- | ------- | ------- | ------- | ------- | ------- | ------- | ------- | ------- |
| 154 043 | 205 397 | 226 271 | 254 384 | 264 269 | 270 406 | 276 380 | 271 436 | 280 641 |

| 2022    | - | - | - | - | - | - | - | - |
| ------- | - | - | - | - | - | - | - | - |
| 282 318 | - | - | - | - | - | - | - | - |

## Histoire
L'arrondissement de Mantes a été créé au 17 février 1800 dans le cadre de l'ancien département de Seine-et-Oise.
De 1800 à 1926, il a englobé cinq cantons : Mantes, Bonnières, Limay, Houdan, Magny. 
Il fut supprimé en 1926 : trois de ses cantons sont rattachés à l'arrondissement de Versailles, mais celui de Houdan est rattaché à l'arrondissement de Rambouillet et celui de Magny est rattaché à l'arrondissement de Pontoise. 
Il fut finalement rétabli le 31 décembre 1943 avec six cantons : les cinq précédents, plus celui de Meulan détaché de l'arrondissement de Versailles. 
Le 1er janvier 1964, le canton de Magny est détaché de l'arrondissement de Mantes-la-Jolie pour être rattaché à celui de Pontoise (aujourd'hui dans le département du Val-d'Oise).
Le 1er janvier 1968, à la suite du découpage de la Seine-et-Oise, l'arrondissement de Mantes-la-Jolie est rattaché au nouveau département des Yvelines.

## Sous-préfets
| Période           | Période               | Identité                          | Fonction précédente                                   | Observation                                                                                  |
| ----------------- | --------------------- | --------------------------------- | ----------------------------------------------------- | -------------------------------------------------------------------------------------------- |
| 29 septembre 1909 | 1912 [réf. souhaitée] | André Dumas                       | Sous-préfet de Dole                                   | Quitte la carrière préfectorale après la mort de sa fille pour se vouer à l’écriture.        |
|                   |                       |                                   |                                                       |                                                                                              |
| décembre 1976     |                       | Maurice Joubert [réf. nécessaire] |                                                       |                                                                                              |
|                   |                       |                                   |                                                       |                                                                                              |
| 18 mai 2006       | 28 juillet 2008       | Joëlle Le Mouel                   | Sous-préfète de Saint-Denis                           | Nommée préfète du Jura                                                                       |
| 26 septembre 2008 | 29 juillet 2011       | Thierry Hegay                     | Administrateur civil hors classe                      | Nommé Secrétaire général de la préfecture de la Seine-Maritime                               |
| 29 juillet 2011   | 13 août 2015          | Philippe Portal                   | Sous-préfet d'Alès                                    | Nommé sous-préfet de Draguignan                                                              |
| 13 août 2015      | 16 août 2017          | Frédéric Viseur                   | Administrateur civil hors classe                      | A mis fin, sur sa demande, aux fonctions de sous-préfet, réintégré dans son corps d'origine. |
| 29 septembre 2017 | 9 mars 2022           | Gérard Derouin                    | Secrétaire général de la préfecture des Côtes-d'Armor | Nommé préfet chargé d'une mission de service public relevant du Gouvernement.                |
| 6 avril 2022      | En cours              | Jean-Louis Amat                   | Sous-préfet hors classe                               |                                                                                              |